# Oregon Challenger
L'Oregon Challenger è un torneo professionistico di tennis giocato su campi in cemento. Fa parte dell'ITF Women's Circuit. Si gioca annualmente a Portland negli Stati Uniti.

## Albo d'oro

### Singolare
| Anno | Campionessa | Finalista    | Punteggio     |
| ---- | ----------- | ------------ | ------------- |
| 2013 | Kurumi Nara | Alison Riske | 3–6, 6–3, 6–3 |

### Doppio
| Anno | Campionesse                   | Finaliste                    | Punteggio        |
| ---- | ----------------------------- | ---------------------------- | ---------------- |
| 2013 | Irina Falconi Nicole Melichar | Sanaz Marand Ashley Weinhold | 4–6, 6–3, [10–8] |